# Карлье, Жерар
Жерар Антуан Жан Карлье (фр. Gerard Antoine Jan Carlier; 23 февраля 1917, Палембанг, Нидерланды — 1 февраля 1995, Кампельо) — нидерландский легкоатлет, выступавший в прыжках в высоту. Участник летних Олимпийских игр 1936 года.

## Биография
Жерар Карлье родился 23 февраля 1917 года в городе Палембанг в Нидерландской Ост-Индии (сейчас Индонезия).
Выступал в легкоатлетических соревнованиях за АВ-23 из Амстердама.
В 1936 году вошёл в состав сборной Нидерландов на летних Олимпийских играх в Берлине. В прыжках в высоту поделил в квалификации 23-31-е места, показав результат 1,80 метра — на 5 сантиметров меньше норматива, дававшего право выступить в финале.
В 1941 году стал чемпионом Нидерландов среди студентов.
Во время Второй мировой войны участвовал в движении Сопротивления. Бежал из оккупированных Нидерландов, присоединившись к Королевской нидерландской Ост-Индской армии. Попал в лагерь для военнопленных, откуда сбежал. После войны оставался на военной службе на островах Тимор и Сулавеси. 
Впоследствии работал в компании Philips, дойдя до поста генерального директора Philips в Испании.
Умер 1 февраля 1995 года в испанском городе Кампельо.
Награждён Памятным крестом Сопротивления, Крестом за заслуги (6 мая 1943), Бронзовым крестом (3 августа 1944).

## Личный рекорд
- Прыжки в высоту — 1,85 (1936)[2]